# Shag Rocks
Pour les articles homonymes, voir Shag.
Shag Rocks (ou îles Aurora) est un groupe d'îlots situé en Géorgie du Sud. Ce petit archipel fait partie du territoire d'outre-mer britannique de la Géorgie du Sud-et-les îles Sandwich du Sud, mais aussi réclamé par l'Argentine comme une partie de la Terre de Feu.
Ils furent découverts en 1762 par Joseph de la Llana, qui les a nommés îles « Aurora » en l'honneur du navire qu'il commandait. Le navigateur américain James Sheffield les nomme en 1819 « Shag Rocks », « shag » signifiant cormoran en anglais. Le premier homme à poser le pied sur ces îles fut un géologue Mario Giovinetto argentin venu, en 1956 et par hélitreuillage, collecter des échantillons.[réf. nécessaire]

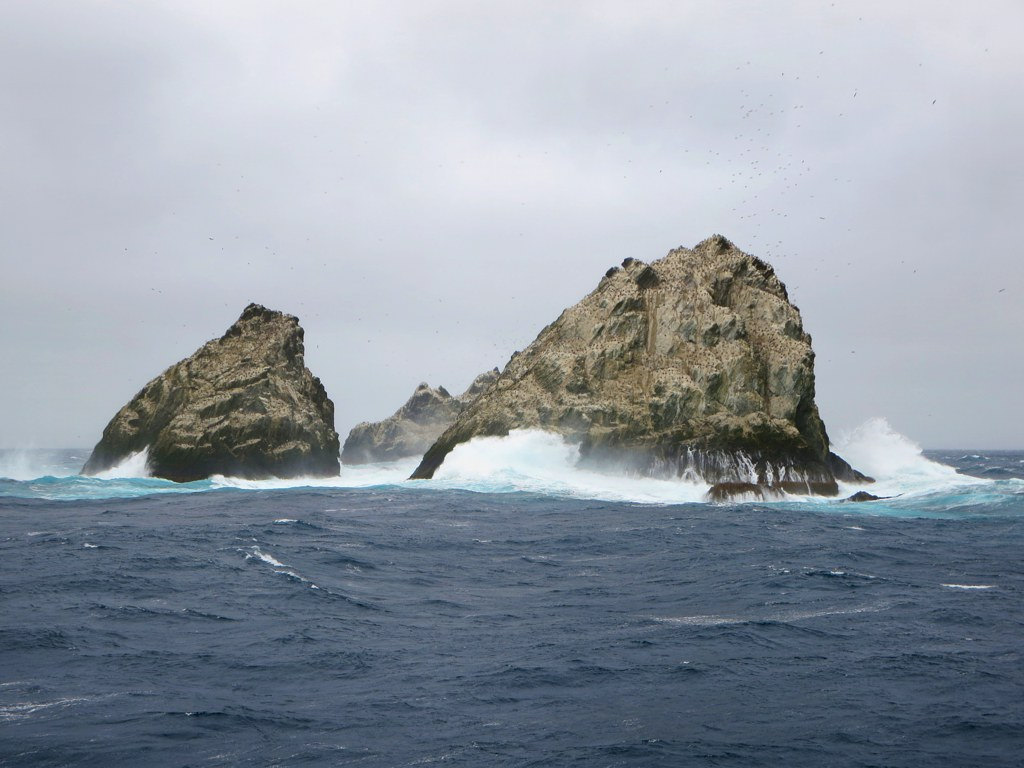
Les Cormorán en octobre 2014
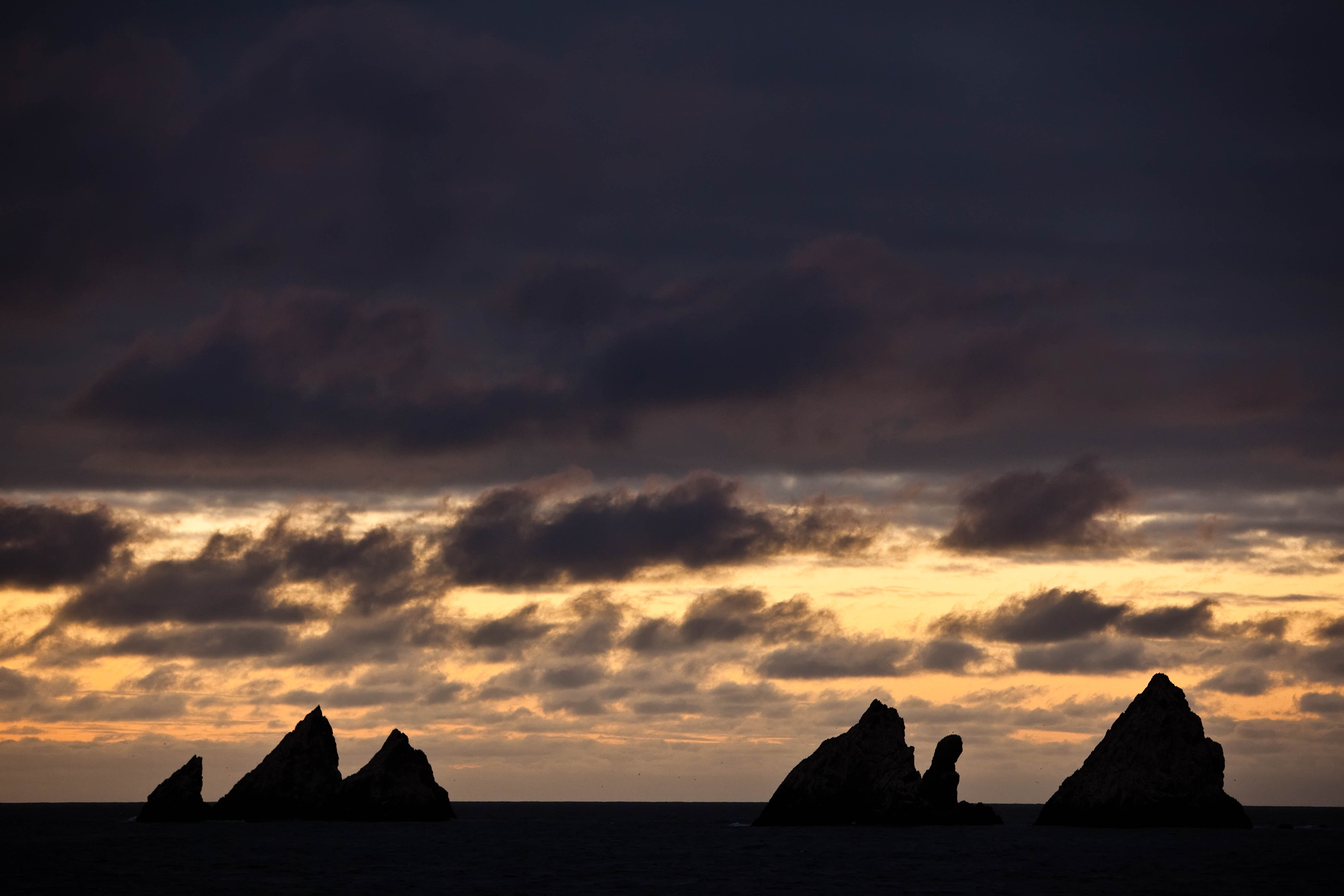
Les rochers un soir de janvier 2009